# Kappa Packaging
Kappa Packaging was een van de grootste Europese ondernemingen op het gebied van de productie, ontwikkeling en verkoop van containerboard (papier gebruikt in golfkarton), massiefkarton en golfkartonnen verpakkingen en grafisch en specialiteitenkarton. Het internationale concern had meer dan honderd werkmaatschappijen in zeventien Europese landen. Met ongeveer 17.000 medewerkers realiseerde Kappa Packaging in 2004 een omzet van meer dan € 3 miljard.
'Kappa' is een acroniem van 'KArton Productie en PApier'. De naam ontstond in 1974 toen Scholten Carton met Verpak (kartonfabrieken Britania en de Kroon Van Opstal Atlanta en Van Dam) fuseerde onder de naam KAPPA. In 1977 overgenomen door Koninklijke Nederlandse Papierfabriek (KNP).

## Geschiedenis
De grondslag voor Kappa Packaging vormt een drietal Nederlandse ondernemingen: KNP NV, Bührmann-Tetterode NV en VRG-Groep NV. Deze fuseerden in 1993 tot de NV Koninklijke KNP BT, het enige Nederlandse multinationale papierconcern.
Het toenmalige Kappa Packaging ontstond in 1998 als resultaat van een leveraged buyout van de papier- en verpakkingsactiviteiten van dit concern, die door de institutionele beleggers CVC Capital Partners en Cinven Ltd. was georganiseerd. Kappa Packaging had toen een jaaromzet van 2,8 miljard gulden (ca. 1,3 miljard euro).
In 2001 verdubbelde de Kappa Packaging Groep door de overname van de verpakkingsdivisie van het Zweedse AssiDomän. Kappa Packaging werd hiermee een van de belangrijkste spelers op de Europese verpakkingsmarkt met een marktaandeel van 12 à 15%. Kappa betaalde voor de Zweedse activiteiten 10,4 miljard Zweedse kroon (ca. 1,1 miljard euro). De nieuwe combinatie had een jaaromzet van ruim 3 miljard euro, waarvan 1,7 miljard euro afkomstig van Kappa. Het aantal personeelsleden nam toe tot 17.000, waarvan 8200 Kappa-medewerkers. Het bedrijf is sindsdien meerdere malen van eigenaar veranderd.
In 2005 fuseerde Kappa Packaging met het Ierse bedrijf Jefferson Smurfit tot Smurfit Kappa. Deze groep is in handen van de investeringsbanken Madison Dearborn Partners en CVC Capital Partners en Cinven Ltd. Kartonfabrieken. Door de fusie met Smurfit werd een te groot marktaandeel in de massiefkartonsector verkregen. De papierfabrieken Scholten Carton "De Eendragt" te Sappemeer en Beukema & Co. te Hoogezand werden afgesplitst en gingen verder onder de naam Eskaboard.
In 2015 werd het grootste deel van de divisie massiefkarton verkocht aan de investeringsmaatschappij Aurelius. De kartonfabrieken "De Dollard" in Nieuweschans, "De Kroon" te Oude Pekela, "Hollandia" te Coevorden en "De Halm" in Hoogkerk gingen verder onder de naam Solidus Solutions. Zo'n 600 medewerkers gingen over naar de nieuwe eigenaar.

## Markt
Kappa Packaging richtte zich met haar producten vooral op het business-to-business segment van de verpakkingsmarkt. De klanten waren onder andere producenten uit de levensmiddelen-, dranken-, wasmiddelenconcerns, tabaksindustrie en de groente- en fruitmarkt. De klanten van Kappa Packaging waren verspreid over heel Europa. Men vervaardigde vooral verpakkingen voor grote tot zeer grote producten.